# Epithelantha spinosior
Epithelantha spinosior és una espècie fanerògama que pertany a la família de les cactàcies (Cactaceae). És originària de Nord-amèrica.

## Descripció
Epithelantha spinosior és un cactus globós en miniatura, erecte, que s'aglutina amb el temps, que no està profundament arrelat en el substrat, té un aspecte general de color gris cendra i relativament aspre. És semblant a l'espècie tipus Epithelantha micromeris, però generalment és una mica més gran i s'agrupa lliurement amb espines centrals distintives, lleugerament llargues i amb puntes negres, i les flors rosades són més grans que les altres. La Tija no és segmentada, globular, de fins a 8 cm d'alçada i 6(-7) cm de diàmetre, sovint amb la part superior plana amb un centre deprimit, de 3-6 cm de diàmetre, de vegades més. La superfície no està completament enfosquida per les espines i l'escorça i la medul·la no són mucilaginoses. Té nombrosos tubercles, no confluents en costelles, hemisfèrics o cilíndrics curts, molt petits, d'uns 1 a 3 mm; disposats en espirals atapeïts al voltant de la planta. Té petites arèoles a les puntes dels tubercles, d'1 mm de llarg, gairebé circulars, el·líptiques quan es distenen per flor o fruit, lleugerament llanoses quan són joves, abundantment llanoses només a l'àpex de la tija madura sexualment; glàndules areolars absents. Té una espina central notablement més llarga que en altres espècies, majoritàriament de 4 a 5 mm de llarg (ocasionalment fins a 20 mm), corbada cap avall i sovint amb punta negra. Les arrels estan difuses.
La flor és petita però més gran que les altres espècies, de color rosa pàl·lid a profund, diürna en forma d'embut, que es porta als marges adaxials dels cúmuls d'espina a la part superior de la planta. L'època de floració: Floreix de finals d'hivern a primavera. Autoesteril. És molt florífer. Els fruits són Indehiscents, de color vermell brillant, prims, estretament cilíndrics, 3-20 × 2-3(-5) mm, dèbilment suculents, aviat s'assequen i semblants al paper, llisos, sense espines; absent de polpa; resta floral caducifoli.

## Distribució i hàbitat
Epithelantha spinosior es distribueix a Monterrey i zones adjacents de l'estat de Muevo León, al nord-est de Mèxic.
En el seu hàbitat creix niat a les escletxes dels penya-segats calcaris esglaons juntament amb Mammillaria melanocentra, a una altitud d'uns 1200 metres sobre el nivell del mar.

## Taxonomia
Epithelantha spinosior va ser descrita per Carolina Schmoll i publicat a Anales del Instituto de Biología de la Universidad Nacional Autónoma de México, Botánica 22: 11, a l'any 1951.
Etimologia
Epithelantha: nom genèric que deriva del grec i significa "flors que surten de tubercles".
spinosior: epítet llatí que significa "molt espinós".
Infraespecífics acceptats
- Epithelantha spinosior subsp. huastecana (D.Donati & Zanov.) Lodé
- Epithelantha spinosior subsp. spinosior.[4]

Sinonímia
- Mammillaria micromeris var. unguispina Boed.	in Monatsschr. Deutsch. Kakteen-Ges. 4: 118. 1932.
- Epithelantha micromeris var. unguispina (Boed.) Backeb. in Cactus (Paris) 39: 31. 1954.
- Epithelantha micromeris subsp. unguispina (Boed.) N.P.Taylor in Cactaceae Consensus Init. 5: 12. 1998.
- Epithelantha unguispina (Boed.) D.Donati & Zanov.	in Piante Grasse 30: 186. 2010.	wfo-0000748490
- Epithelantha unguispina subsp. huastecana	D.Donati & Zanov. in Piante Grasse 30: 186. 2010.[5]